# Markaz Ihnāsiyā al Madīnah
Markaz Ihnāsiyā al Madīnah (arabiska: مركز إهناسيا المدينة) är en region i Egypten.   Den ligger i guvernementet Beni Suef, i den centrala delen av landet, 110 km söder om huvudstaden Kairo.